# Crotonia blaszaki
Crotonia blaszaki är en kvalsterart som beskrevs av Szywilewska, Olszanowski och Norton 2005. Crotonia blaszaki ingår i släktet Crotonia och familjen Crotoniidae. Inga underarter finns listade i Catalogue of Life.